# Manfredura
Manfredura is een geslacht van uitgestorven slangsterren uit de familie Ophiacanthidae. Vertegenwoordigers van dit geslacht zijn slechts als fossiel bekend.

## Soorten
- Manfredura curvata (Kutscher & Jagt, 2000) †